# Paweł Brożek
Paweł Łukasz Brożek (Kielce, 21 april 1983) is een Pools voormalig profvoetballer.

## Clubcarrière
Brożek is een aanvaller die zijn loopbaan begon bij Polonia Białogon Kielce, een club uit zijn geboortestad. Ook zijn broer Piotr speelde toen bij deze ploeg.
Hij is voornamelijk actief op de rechterflank en kan derhalve ook als rechtermiddenvelder uit de voeten. Hij is gezegend met een flinke dosis snelheid en kan goed draaien en kappen. Na een tussenstapje bij SMS Zabrze belandde Paweł bij Wisła Kraków.
Anno 2009 speelt Brożek nog steeds voor Wisła, ook al werd hij in de loop der jaren (kortstondig) uitgeleend aan ŁKS Łódź en GKS Katowice. Zijn grote doorbraak kwam er echter in het seizoen 2005-2006, toen Paweł 13 goals in 30 wedstrijden voor zijn rekening nam. Tijdens het seizoen 2007-2008 werd hij Pools topschutter met 23 doelpunten. Ook tijdens het seizoen 2008-2009 werd hij topschutter van de Ekstraklasa.
In de winterstop van 2010/2011 werden Brożek en zijn tweelingbroer Piotr Brożek voor 2 miljoen euro getransfeerd naar Trabzonspor. Vervolgens kwam hij nog uit voor het Schotse Celtic FC en het Spaanse Recreativo Huelva alvorens zijn loopbaan af te sluiten bij Wisła.

## Interlandcarrière
Zijn eerste interland speelde hij op 27 april 2005 tegen Mexico. Hij maakte deel uit van de selectie voor het WK voetbal 2006 en speelde sindsdien 23 interlands, waarin hij vijfmaal tot scoren kwam. Broer Piotr Brożek was eveneens Pools international.

## Statistieken

### Carrière
| seizoen   | club              | land      | competitie           | duels | goals |
| --------- | ----------------- | --------- | -------------------- | ----- | ----- |
| 1998-1999 | Wisła Kraków      | Polen     | Ekstraklasa          | 0     | 0     |
| 1999-2000 | Wisła Kraków      | Polen     | Ekstraklasa          | 0     | 0     |
| 2000-2001 | Wisła Kraków      | Polen     | Ekstraklasa          | 8     | 1     |
| 2001-2002 | Wisła Kraków      | Polen     | Ekstraklasa          | 3     | 0     |
| 2001-2002 | → ŁKS Łódź        | Polen     | Ekstraklasa          | 0     | 0     |
| 2002-2003 | Wisła Kraków      | Polen     | Ekstraklasa          | 5     | 0     |
| 2003-2004 | Wisła Kraków      | Polen     | Ekstraklasa          | 8     | 2     |
| 2003-2004 | → GKS Katowice    | Polen     | Ekstraklasa          | 8     | 3     |
| 2004-2005 | → GKS Katowice    | Polen     | Ekstraklasa          | 12    | 2     |
| 2004-2005 | Wisła Kraków      | Polen     | Ekstraklasa          | 9     | 0     |
| 2005-2006 | Wisła Kraków      | Polen     | Ekstraklasa          | 30    | 13    |
| 2006-2007 | Wisła Kraków      | Polen     | Ekstraklasa          | 23    | 7     |
| 2007-2008 | Wisła Kraków      | Polen     | Ekstraklasa          | 27    | 23    |
| 2008-2009 | Wisła Kraków      | Polen     | Ekstraklasa          | 27    | 19    |
| 2009-2010 | Wisła Kraków      | Polen     | Ekstraklasa          | 25    | 10    |
| 2010-2011 | Wisła Kraków      | Polen     | Ekstraklasa          | 13    | 6     |
| 2010-2011 | Trabzonspor       | Turkije   | Süper Lig            | 12    | 2     |
| 2011-2012 | Trabzonspor       | Turkije   | Süper Lig            | 7     | 1     |
| 2011-2012 | → Celtic FC       | Schotland | Scottish Premiership | 3     | 1     |
| 2012-2013 | Recreativo Huelva | Spanje    | Segunda División A   | 18    | 2     |
| 2013-2014 | Wisła Kraków      | Polen     | Ekstraklasa          | 33    | 17    |
| 2014-2015 | Wisła Kraków      | Polen     | Ekstraklasa          | 35    | 15    |
| 2015-2016 | Wisła Kraków      | Polen     | Ekstraklasa          | 29    | 14    |
| 2016-2017 | Wisła Kraków      | Polen     | Ekstraklasa          | 31    | 6     |
| 2017-2018 | Wisła Kraków      | Polen     | Ekstraklasa          | 17    | 1     |
| 2018-2019 | Wisła Kraków      | Polen     | Ekstraklasa          | 14    | 2     |
| 2019-2020 | Wisła Kraków      | Polen     | Ekstraklasa          | 19    | 8     |
| Totaal    | Totaal            | Totaal    | Totaal               | 416   | 155   |

### Erelijst
Wisła Kraków:
- Pools kampioen (6): 1999, 2001, 2003, 2004, 2005, 2008
- Pools bekerwinnaar (1): 2003
- Puchar Ligi (1): 2001
- Pools topschutter (2): 2008, 2009

 Celtic FC:
- Scottish Premier League (1): 2011/12

### Interlands
| WK-statistieken              | Club         | Positie   | W |   |   | D | A |   |   |   |
| ---------------------------- | ------------ | --------- | - | - | - | - | - | - | - | - |
| Polen op het WK voetbal 2006 | Wisła Kraków | aanvaller | 3 | 3 | 0 | 0 | 0 | 0 | 0 | 0 |